# Прихована мінливість
Багато  мутацій не впливають на пристосованість організму і тому можуть пасивно накопичуватися в генофонді, формуючи запас «прихованої мінливості». Передбачається, що прихована мінливість допомагає  популяції вижити при зміні середовища, тому що деякі з «непотрібних» мутацій, що накопичилися, можуть виявитися корисними в нових умовах. Швейцарським біологам вдалося підтвердити це припущення в експериментах з молекулами РНК, які еволюціонували в пробірці. Популяції молекул, яким дали можливість накопичити «приховану мінливість», пристосувалися до нового середовища краще і швидше, ніж контрольні популяції без прихованої мінливості.

## Детальніше див.
- Скрытая изменчивость помогает приспосабливаться к новым условиям (рос.)